# Nejc Kuhar
Nejc Kuhar, slovenski klasični kitarist in skladatelj,* 1987, Ljubljana, Slovenija.

## Življenje in delo
Za igranje kitare, ki se ji je resneje začel posvečati s 13 leti, se je navdušil ob poslušanju Kantavtorja Adija Smolarja. Sprva je  komponiral  preprostejše rock, metal in pop pesmi, ob koncu osnovne šole ter ob vpisu in opravljenih sprejemnih izpitih na Konservatoriju za glasbo in balet Ljubljana (KGBL) pod mentorstvom profesorja Antona Črnuglja pa se je začel zanimati za klasično glasbo. Leta 2007 je po maturi s študijem kitare nadaljeval na Univerzi za glasbo in uprizoritvene umetnosti na Dunaju, kjer je vstopil v razred klasičnega kitarista in pedagoga Alvara Pierrija, hkrati pa je pri skladateljih Rainerju Bischofu in Christianu Minkovitschu študiral kompozicijo, ter oba magistrska študija zaključil z odliko.
Kot solist ter v komornih skupinah EMINENT Duo (z japonsko violinistko Moeko Sugiura) in Prokofiev Guitar Duo (s slovenskim kitaristom Makom Grgićem) Kuhar redno koncertira v Sloveniji in tujini. Za svoje avtorske skladbe in za izvedbe del drugih skladateljev dobiva dobre kritike v mednarodnih glasbenih revijah, npr. v Classical Guitar Magazine. Je reden gost mednarodnih kitarskih festivalov. Kot solist, predavatelj ali kot član žirij je sodeloval na mednarodnih kitarskih festivalih na Tajvanu (TIGF – Taiwan International Guitar Festival), Kitajskem (Changsha International Guitar Festival), v Liechtensteinu (Ligita – Liechtensteiner Gitarrentage), Avstriji (Forum Gitarre Wien), na Hrvaškem (Zagreb Guitar Festival) in v Sloveniji (Teden kitare v Postojni).
Kuhar sklada za kitaro, druge solistične inštrumente in komorne zasedbe. Leta 2010 je po naročilu Konservatorija za glasbo Dunaj napisal obsežno delo Koncert za pavke in tolkalni ansambel. Leta 2011 je pri Založbi kaset in plošč RTV Slovenija izdal svojo prvo avtorsko zgoščenko, na kateri je mogoče slišati tudi številne druge priznane mlade slovenske glasbene talente: kitarista Maka Grgića, sopranistko Ireno Preda, flavtistko Evo-Nino Kozmus, čelistko Karmen Pečar, violinista Domna Lorenza in godalni kvartet Calisto. Njegov opus obsega okoli 60 del.
Kuharjeve skladbe so doživele izvedbe v dvoranah Slovenske filharmonije in Cankarjevega doma v Ljubljani, washingtonske National Gallery of Art, pa tudi v dunajskih dvoranah Musikverein in Konzerthaus ter v Rahmaninovi dvorani na Moskovskem konservatoriju.
Od leta 2015 predava na Glasbeni akademiji na Dunaju. Leta 2016 je predaval na ameriških glasbenih univerzah The Juilliard School, Manhattan School of Music, Curtis Institute of Music ter University of New York. Od leta 2018 poučuje kitaro, komorno glasbo ter glasbeno pedagogiko na Konservatoriju Josepha Haydna v Eisenstadtu.

## Nagrade in priznanja
Nagrade je osvojil na mednarodnih kitarskih tekmovanjih v Altheimu v Avstriji, Enschedeju na Nizozemskem, Parmi in Gorici v Italiji, Balah na Hrvaškem, Trevisu v Italiji, pa tudi na mednarodnih tekmovanjih iz kompozicije. S kitarsko skladbo Šest miniatur, za vsak letni čas ena, je leta 2006 zmagal na mednarodnem kompozicijskem tekmovanju v Povolettu, na istem tekmovanju pa je leta 2008 dobil drugo nagrado in izdajo skladbe pri založbi Wicky. Leta 2007 je zmagal na mednarodnem kompozicijskem tekmovanju v Ceccanu v Italiji, kar mu je prineslo izdajo skladbe pri založbi Berben. Od leta 2009 njegove skladbe izdaja kanadska glasbena založba Les Productions d’OZ. S skladbo Svašta za kontrabas je leta 2010 zmagal na mednarodnem kompozicijskem tekmovanju v Angliji, kar mu je prineslo izdajo skladbe pri založbi Recital Music, istega leta pa je zanjo dobil posebno nagrado na kompozicijskem tekmovanju ISB v ZDA, na katerem je zmagal leta 2008. Za svojo skladbo za veliki ansambel, ki mu je Kuhar dirigiral sam, je dobil tretjo nagrado na skladateljskem tekmovanju Gustav Mahler v Celovcu.
The Washington Post je zapisal, da so njegove skladbe »eklektične in zabavne«, eden najbolj znanih sodobnih klasičnih kitaristov in skladateljev Roland Dyens (1955–2016) pa je dejal, da »Kuharjeve skladbe kažejo na močno osebnost in da jih Nejc igra odlično«.
Nejc Kuhar je od leta 2008 štipendist Ministrstva za kulturo Republike Slovenije, od leta 2011 pa varovanec Gallusove fundacije.